# Lady, a vendedora de rosas
Lady, la vendedora de rosas, no Brasil Lady, a vendedora de rosas é uma série de televisão colombiana produzida por Teleset e Sony Pictures Television para RCN Televisão no ano de 2015. Está baseada na vida de Lady Tabares.
É protagonizada por Natalia Reis e Michell Orozco e Ernesto Benjumea. Conta com as participações de Brian Moreno, Yuri Vargas, Julieth Restrepo, Andrés Felipe Torres e Juan Pablo Barragán.

## Sinopse
A série conta a história de uma menina que foi descoberta na rua enquanto vendia flores e se tornou uma grande estrela de cinema. Lady Tabares (Natalia Reyes) vivia em grande pobreza e vendia flores nas ruas de Medellín para ajudar a mãe a pagar uma grande dívida, com apenas 10 anos de idade. Um dia, depois de ter que recorrer a caminhos difíceis para sobreviver, um diretor de cinema a encontra e a convida para estrelar seu filme. Do dia para a noite, ela se torna uma grande estrela, ganhando papéis principais nas telenovelas e frequentando festivais de cinema. No entanto, a vida real está longe de ser um conto-de-fada e Lady terá que enfrentar desafios inimagináveis e os fantasmas do passado.

## Exibição
Foi exibida originalmente pela RCN em 2015 na Colômbia.
A novela no Brasil ainda não foi disponibilizada em nenhuma plataforma de streaming até o momento.
Foi exibida pelo canal fechado TNT Novelas entre 06 de janeiro a 23 de abril de 2025 substituindo A Promessa. e sendo substituída por Rosário Tijeras.

## Prêmios e nominaciones

### Prêmios Índia Catalina
1. ↑  «Lady, A Vendedora de Rosas - Sinopse». Adoro Cinema. 29 de janeiro de 2025. Consultado em 29 de março de 2025
2. ↑  «TNT Novelas e Max receberão novidades em janeiro de 2025». Tudo Celular. 13 de dezembro de 2024. Consultado em 29 de março de 2025